# Kardhan
Kardhan is een census town in het district Ambala van de Indiase staat Haryana. 

## Demografie
Volgens de Indiase volkstelling van 2001 wonen er 9579 mensen in Kardhan, waarvan 54% mannelijk en 46% vrouwelijk is. De plaats heeft een alfabetiseringsgraad van 72%. 